# Stephania cambodica
Stephania cambodica är en tvåhjärtbladig växtart som beskrevs av François Gagnepain. Stephania cambodica ingår i släktet Stephania och familjen Menispermaceae. Inga underarter finns listade i Catalogue of Life.